# Corinne Imlig
Corinne Imlig (Svitto, 7 settembre 1979) è un'ex sciatrice alpina svizzera specialista delle prove veloci.

## Biografia
Attiva in gare FIS dal febbraio del 1995, la Imlig in Coppa Europa esordì il 1º febbraio 1996 nella discesa libera di Innerkrems (57ª) e ottenne le sue uniche vittorie, nonché primi podi, il 16 e 17 dicembre 1999 a Livigno in supergigante. Alla fine di quella stagione 1999-2000 risultò 4ª nella classifica generale e vinse quella di supergigante.
Debuttò in Coppa del Mondo nella discesa libera di Altenmarkt-Zauchensee del 15 gennaio 2000, giungendo 24ª, e appena due mesi dopo, il 5 marzo, ottenne la sua unica vittoria nel circuito, nonché unico podio, precedendo nella discesa libera di Lenzerheide Petra Haltmayr (seconda) e Olesja Alieva e Renate Götschl (terze a pari merito).
Il 28 gennaio 2003 colse Megève in discesa libera il suo ultimo podio in Coppa Europa (2ª) e il 2 marzo successivo disputò a Innsbruck la sua ultima gara di Coppa del Mondo, un supergigante che non portò a termine. Si congedò dal Circo bianco in occasione dello slalom gigante FIS di Arosa del 10 aprile dello stesso anno; in carriera non prese parte né a rassegne olimpiche né iridate.

## Palmarès

### Coppa del Mondo
- Miglior piazzamento in classifica generale: 61ª nel 2000
- 1 podio:
  - 1 vittoria

#### Coppa del Mondo - vittorie
| Data         | Località    | Paese    | Specialità |
| ------------ | ----------- | -------- | ---------- |
| 5 marzo 2000 | Lenzerheide | Svizzera | DH         |

Legenda:

DH = discesa libera

### Coppa Europa
- Miglior piazzamento in classifica generale: 4ª nel 2000
- Vincitrice della classifica di supergigante nel 2000
- 7 podi:
  - 2 vittorie
  - 2 secondi posti
  - 3 terzi posti

#### Coppa Europa - vittorie
| Data             | Località | Paese  | Specialità |
| ---------------- | -------- | ------ | ---------- |
| 16 dicembre 1999 | Livigno  | Italia | SG         |
| 17 dicembre 1999 | Livigno  | Italia | SG         |

Legenda:

SG = supergigante